# Zbigniew Stec (polityk)
Zbigniew Stec (ur. 9 grudnia 1935 w Borowej) – polski działacz partyjny i państwowy, w latach 1982–1984 naczelnik Otwocka, w latach 1984–1988 wiceprezydent Warszawy i z urzędu wicewojewoda warszawski.

## Życiorys
Syn Bolesława i Marii. W 1962 wstąpił do Stronnictwa Demokratycznego. Od 1972 do 1981 był wiceprzewodniczącym Komitetu Miejskiego SD w Otwocku, a także sekretarzem jego prezydium. W latach 1975–1985 pozostawał członkiem, a następnie do 1988 wiceprzewodniczącym Stołecznego Komitetu SD. W latach 1977–1981 należał do Centralnej Komisji Rewizyjnej Stronnictwa Demokratycznego. Od 1975 zastępca, a od 1982 do 1984 naczelnik miasta Otwocka. Od 1984 do 1988 zajmował stanowisko wiceprezydenta Warszawy i z urzędu wicewojewody warszawskiego. Od lutego do grudnia 1989 pełnił funkcję zastępcy kierownika Centralnego Komitetu SD.